# Josh Byrne
Josh Byrne (Los Ángeles, 15 de febrero de 1984) es un exactor estadounidense, más conocido por su papel de Brendan Lambert en la serie de televisión Step by Step de 1991 a 1997. La desaparición de su personaje nunca fue explicado durante la presentación de la última temporada de Step by Step, que se emitió en CBS en 1997-1998.
Otras series de televisión de Byrne son Who's the Boss? y The Family Man. En la película Mr. Saturday Night de 1992, quien interpretó la versión más joven del personaje de Billy Crystal. Su excompañero de Step by Step la coestrella Jason Marsden también interpretó a Billy Crystal como un adolescente. Después de Step by Step, al igual que Brandon Call y Christopher Castile, se retiró de la actuación. Actualmente no se sabe bien a que se dedica; pero al parecer participa en una feria de Renacimiento, según unas fotos que tiene en su cuenta de Myspace en donde sale disfrazado. Vive en Thousand Oaks, California.